# Тараданово (присілок, Новосибірська область)
Тараданово (рос. Тараданово) — присілок у Сузунському районі Новосибірської області Російської Федерації.
Входить до складу муніципального утворення Каргаполовська сільрада. Населення становить 221 особа (2010).

## Історія
Згідно із законом від 2 червня 2004 року органом місцевого самоврядування є Каргаполовська сільрада.

## Населення
| 2002 | 2007 | 2010 |
| ---- | ---- | ---- |
| 320  | ↘266 | ↘221 |